# 石門 (香港)

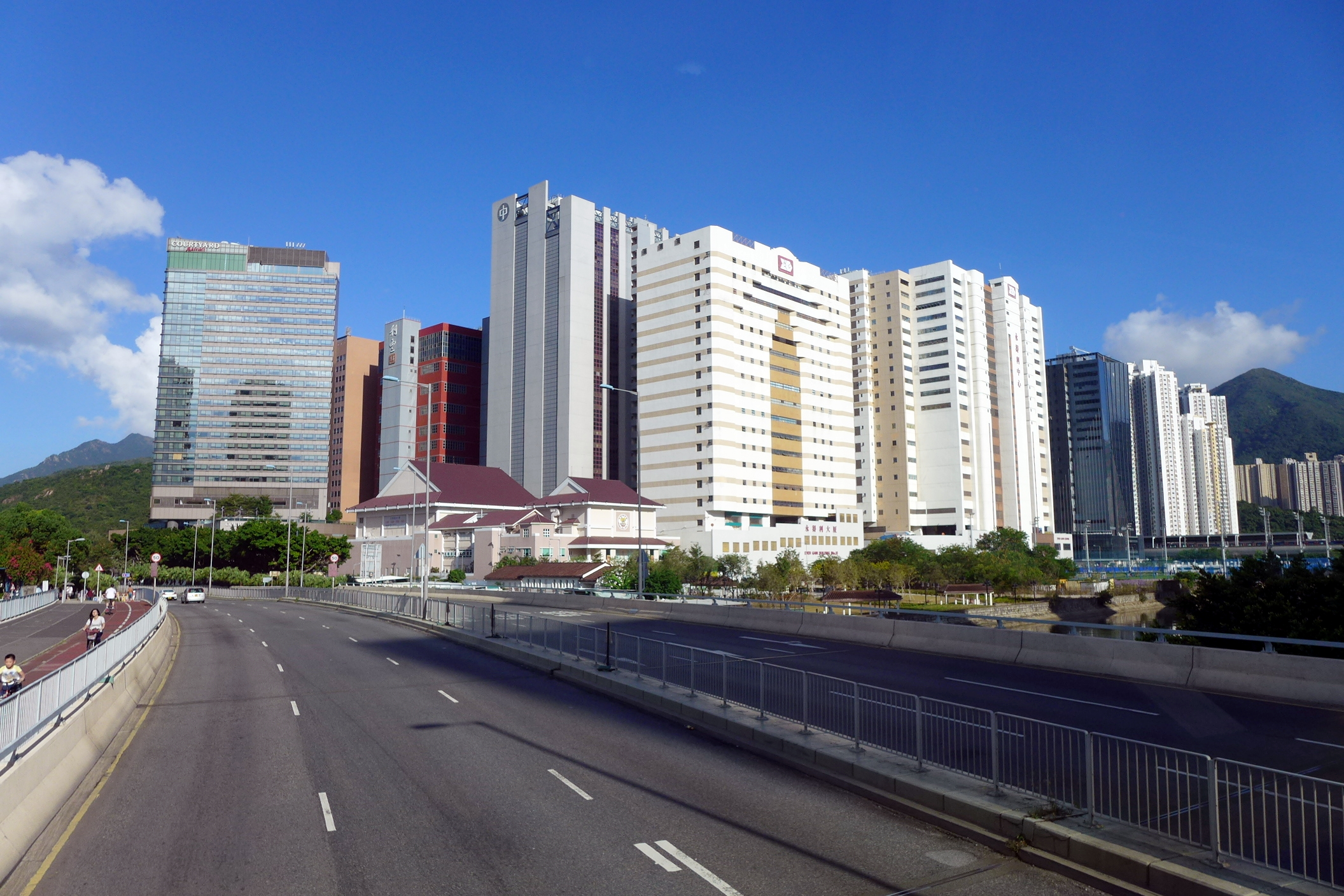
石門，攝於2015年

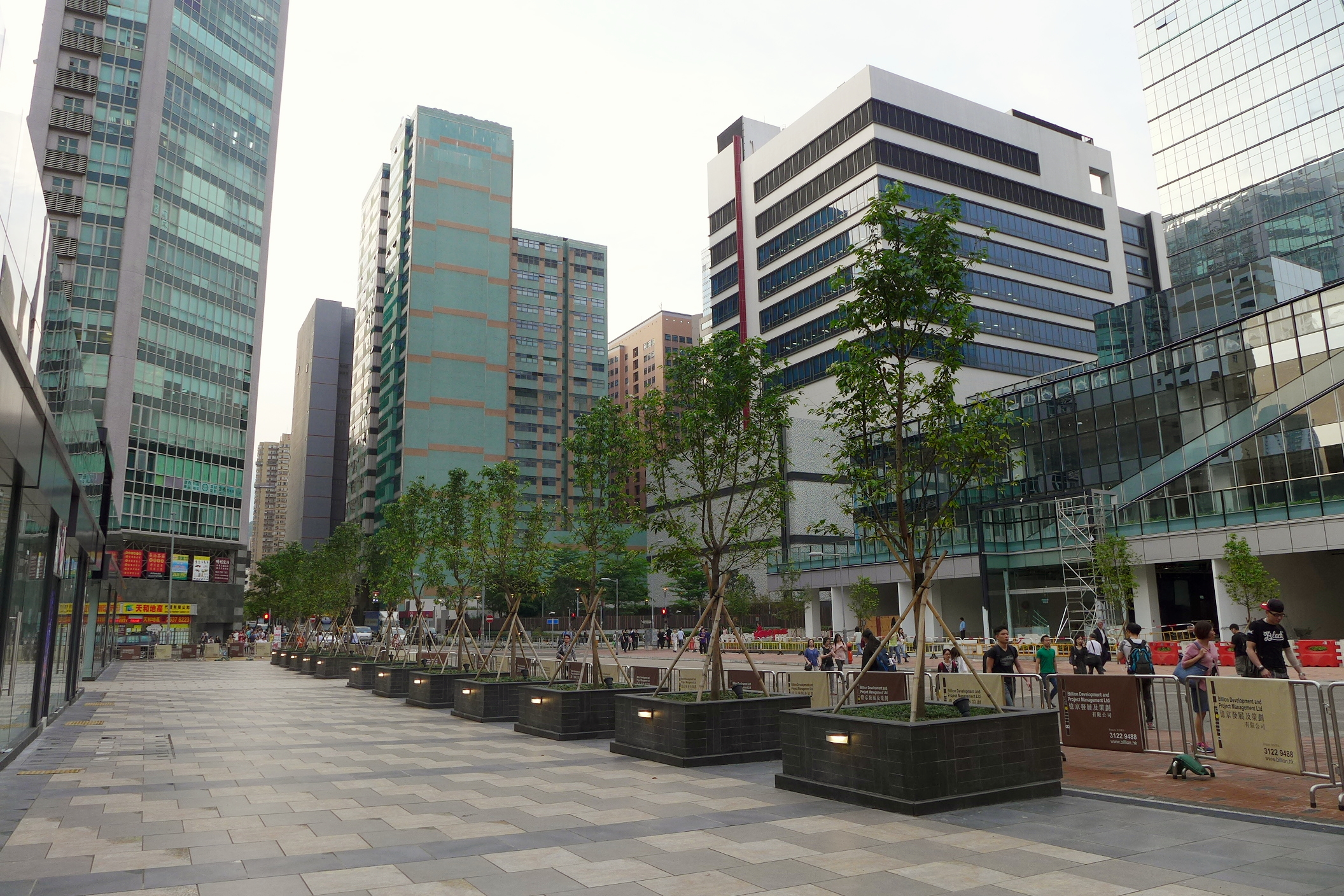
石門的工貿樓宇

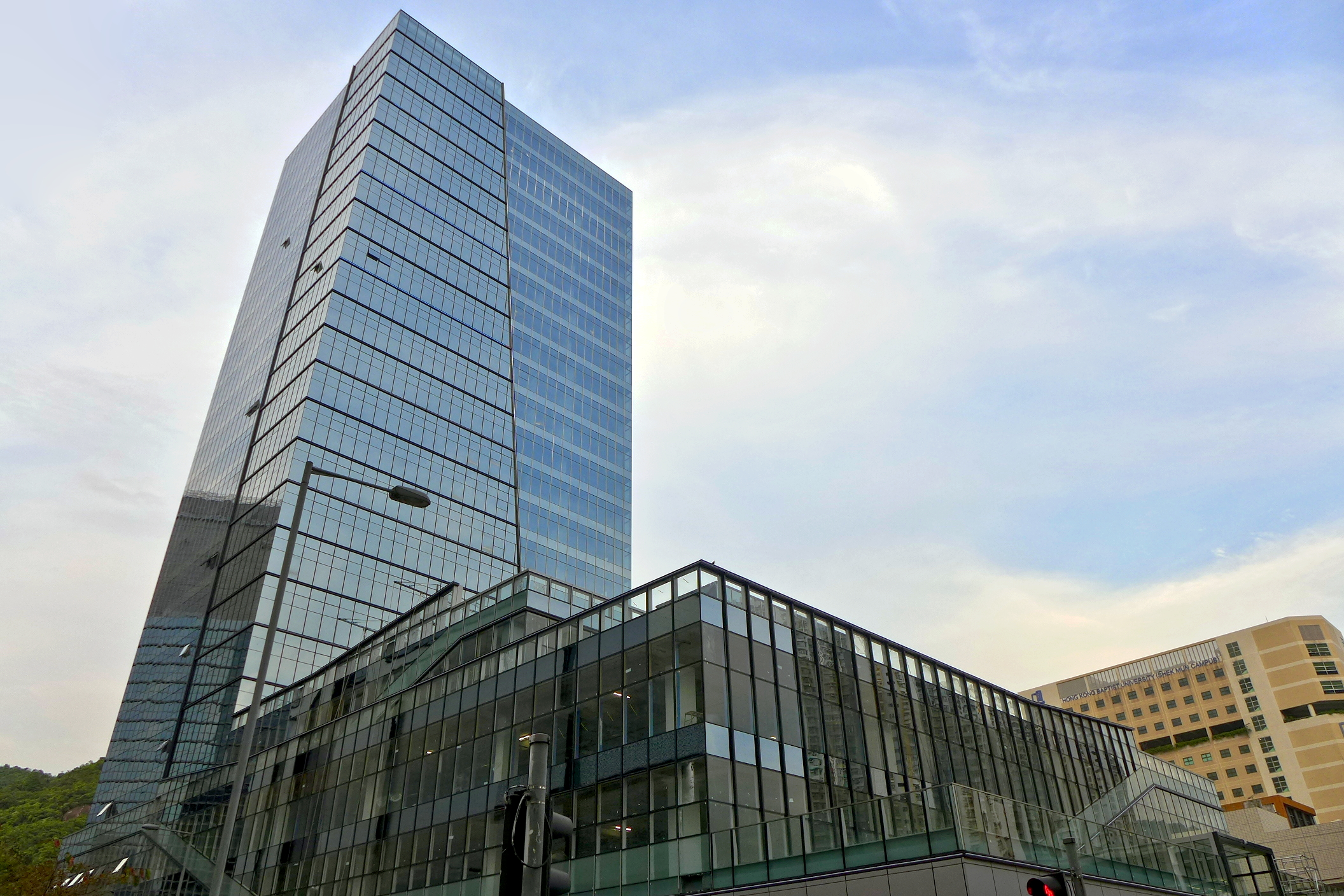
億京發展的京瑞廣場

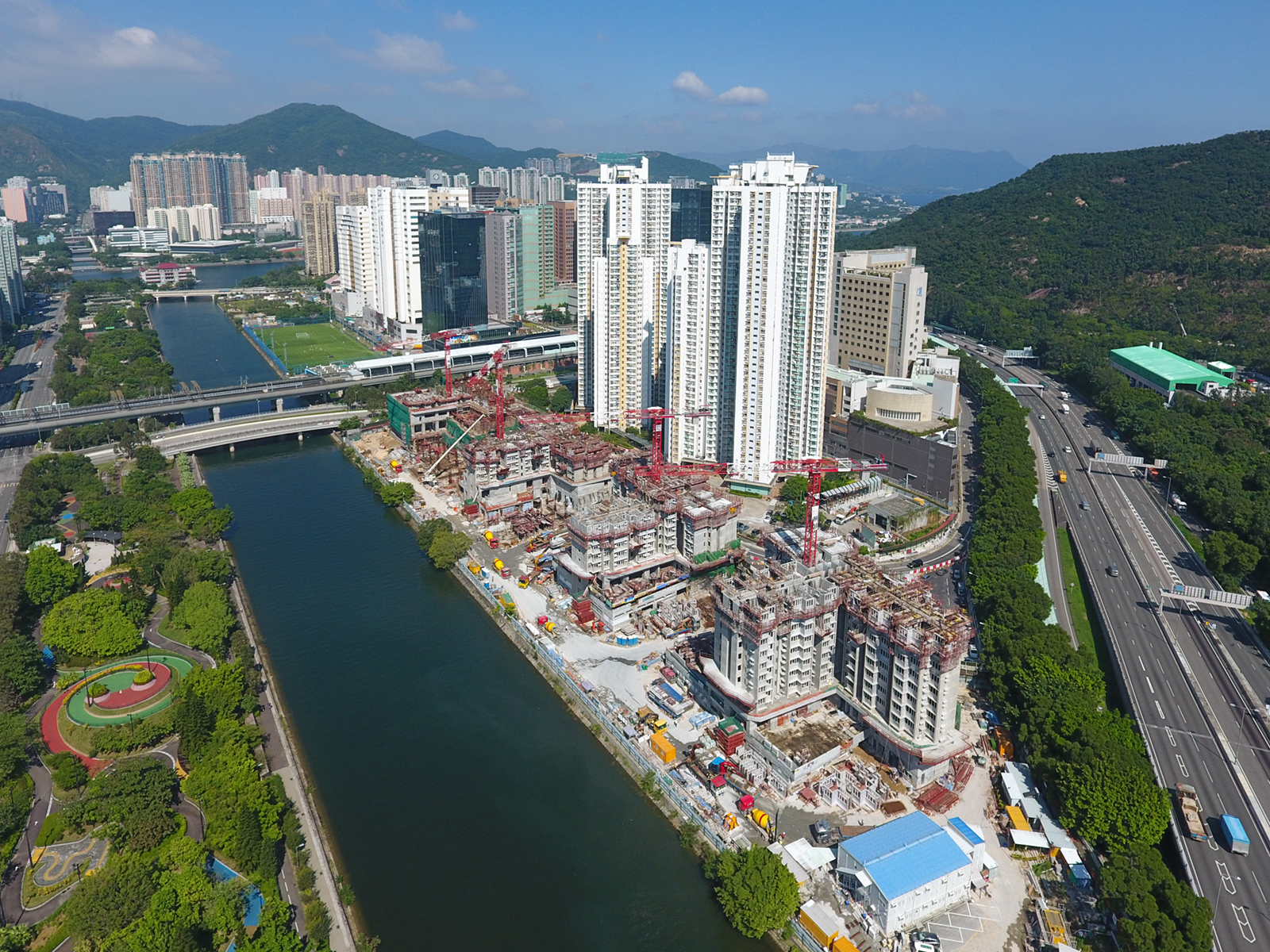
石門面向沙田第一城的一方

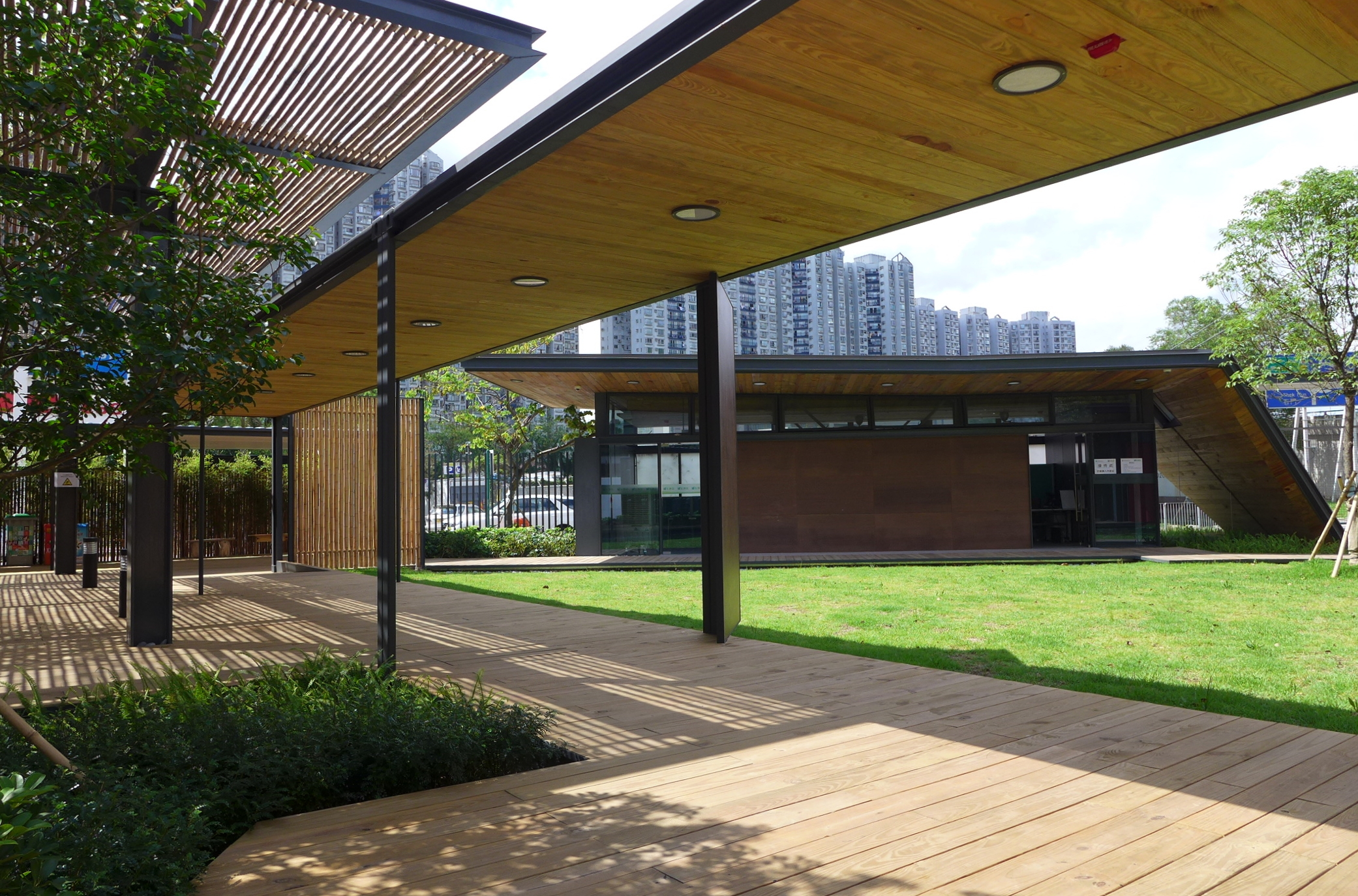
綠在沙田

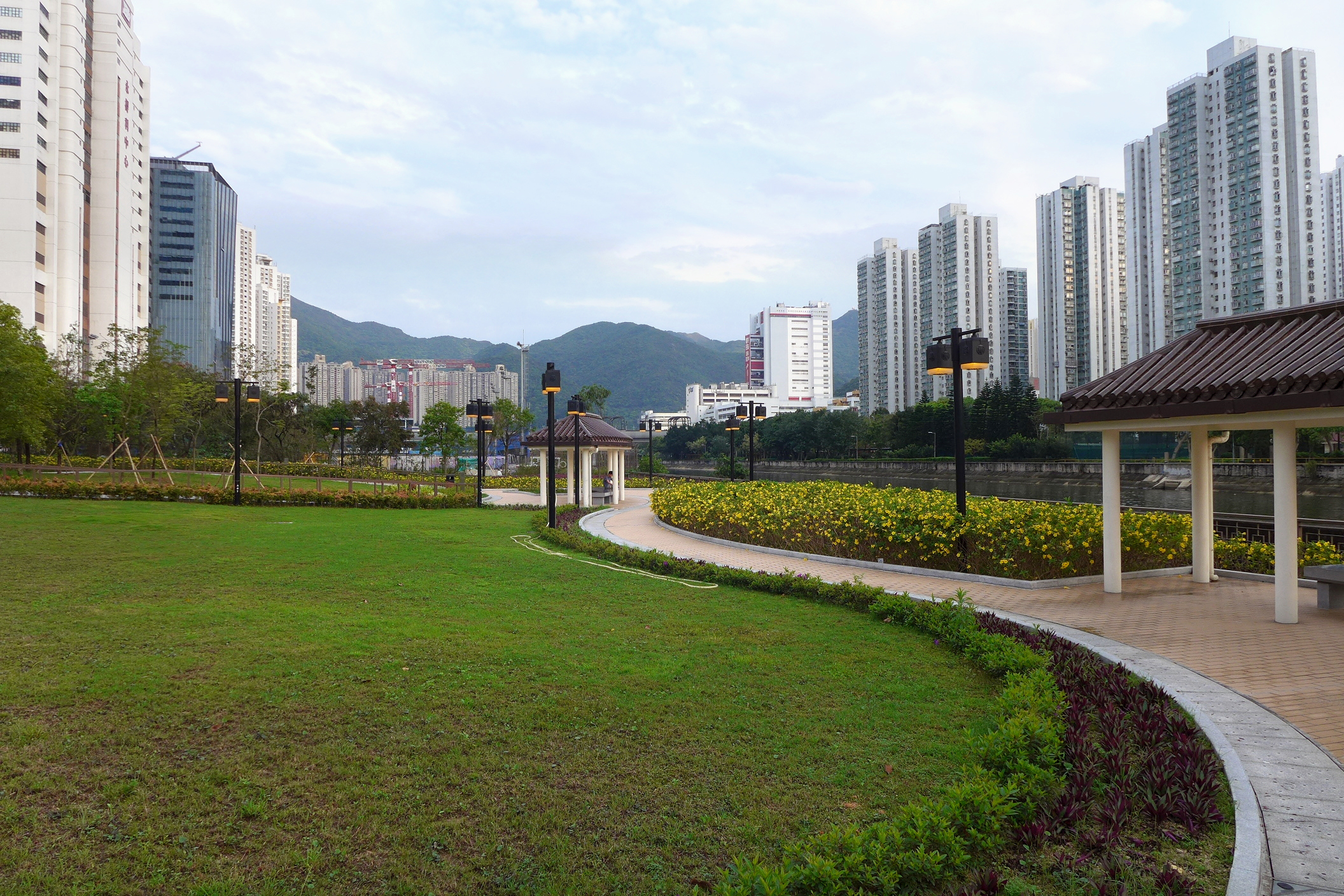
安睦街公園為興建沙中綫而進行的重置工程

石門（英語：Shek Mun）位於香港新界沙田區東北方，西南面向小瀝源渠和圓洲角，東南向小瀝源，初時名為第11區的工業用地，是沙田區內繼火炭後發展的第二個工業區。香港政府於2002年5月已正式宣佈將石門大部分土地由「工業」地帶改劃為「商貿」地帶。經過多年轉型，石門基本上已由工業區蛻變成商業區，尚存的工業大廈主要是作貨倉之用。

## 歷史
石門得名於大老山公路旁的石門山，它是女婆山西北支脈，山上有不少奇石巨巖，怪石嶙峋。現時稱為「石門」的區域，在1970年代尚未填海前，是沙田海的一部份，當時的海岸線大約位於現今大老山公路一帶，而當年的石門就是位於沿岸的位置。填海後，這大幅土地繼大圍和火炭之後，被劃為工業區。但在石門站啟用前，除了石門交匯處外，該區並沒有任何以「石門」命名的建築物及地標，沙田居民一般稱該區為小瀝源。
1990年代由於香港工業北移，石門工業區重新規劃，將區內發展地盤面積加大，增加樓宇使用效率，再放寬建築高度；而區內因應大型車輛的需要，加大道路的轉角位角度，行人道亦相應加闊，為美化環境，加上種植地帶。政府逐步放寬對工業區的規劃限制，更於2000年起轉型成商貿區。區內的工貿大廈群與三個靠近城門河的私人屋苑以大涌橋路分隔。
2010年一幅位於安耀街、安群街與安麗街交界、沙田市地段第433號的商貿用地，以8.16億元批予滙豐銀行，年期為50年。滙豐表示將於該地建後勤中心。同年政府有意在安興里興建骨灰龕場，遭到當地居民強烈反對。
2011年底，億京發展投得的兩幅靠近馬鐵石門站的安群街商業地皮，其中安群街1號最近拆售成交呎價約8,000多元，而2014年，新地以6.7億奪得石門安耀街商貿地。
到2013年，政府為解決住屋單位不足問題，房署興建4幢樓高33至47層的超高層公屋，提供3,010個單位，於2014年動工，預計2017年入伙。
到2016年5月，政府有意於石門興建有4萬個龕位的公營骨灰龕場，雖居民強烈反對，但區議會以25票贊成，3票反對，8票棄權下，通過支持興建。
到2017年京瑞廣場落成後，由於商場以特色的街坊小店為主，吸引了不少人特地來覓食，導致區內人流大幅增加，亦成為新興商貿地帶。

## 街道名稱
區內街道全部以「安」字起首，包括安景街、安平街、安心街、安群街、安明街、安耀街、安麗街、安睦街、安睦里及安興里。

## 設施
港鐵屯馬綫在此設有一座鐵路站——石門站，在該站以南為學校區及碩門邨。碩門邨外，愉德苑是區內大涌橋路以南唯一屋苑。穿越大老山公路在石礦場舊址有沙田建造業訓練中心及沙田廢物轉運站。小瀝源渠旁一向獲劃為休憩用地，部分土地用作賽馬會傑志中心。城門河畔則有香港獨木舟總會沙田訓練中心及沙田體育會水上活動中心。

## 發展規劃
2016年10月，政府向地區人士「摸底」，計劃收回啟用僅一年的賽馬會傑志中心，改作興建三幢資助出售房屋，結果引起體育界及地區人士強烈反對。

## 區內地點
學校
- 香港浸會大學國際學院石門校園（HKBU CIE）
- 香港浸會大學附屬學校王錦輝中小學
- 基督教國際學校
- 路德會梁鉅鏐小學

商貿
- 京瑞廣場
- 香港沙田萬怡酒店
- 石門滙豐大廈

住宅
- 碩門邨
- 愉德苑
- 濱景花園
- 翠湖花園
- 碧濤花園

公共設施
- 新界鄉議局大樓
- 綠在沙田
- 安睦街公園
- 石門骨灰安置所位於安興裡，佔地約24,000平方米將提供約4萬個龕位
- 沙田廢物轉運站位於安興裡

體育中心
- 賽馬會傑志中心
- 香港獨木舟總會沙田訓練中心
- 沙田體育會水上活動中心

## 圖集

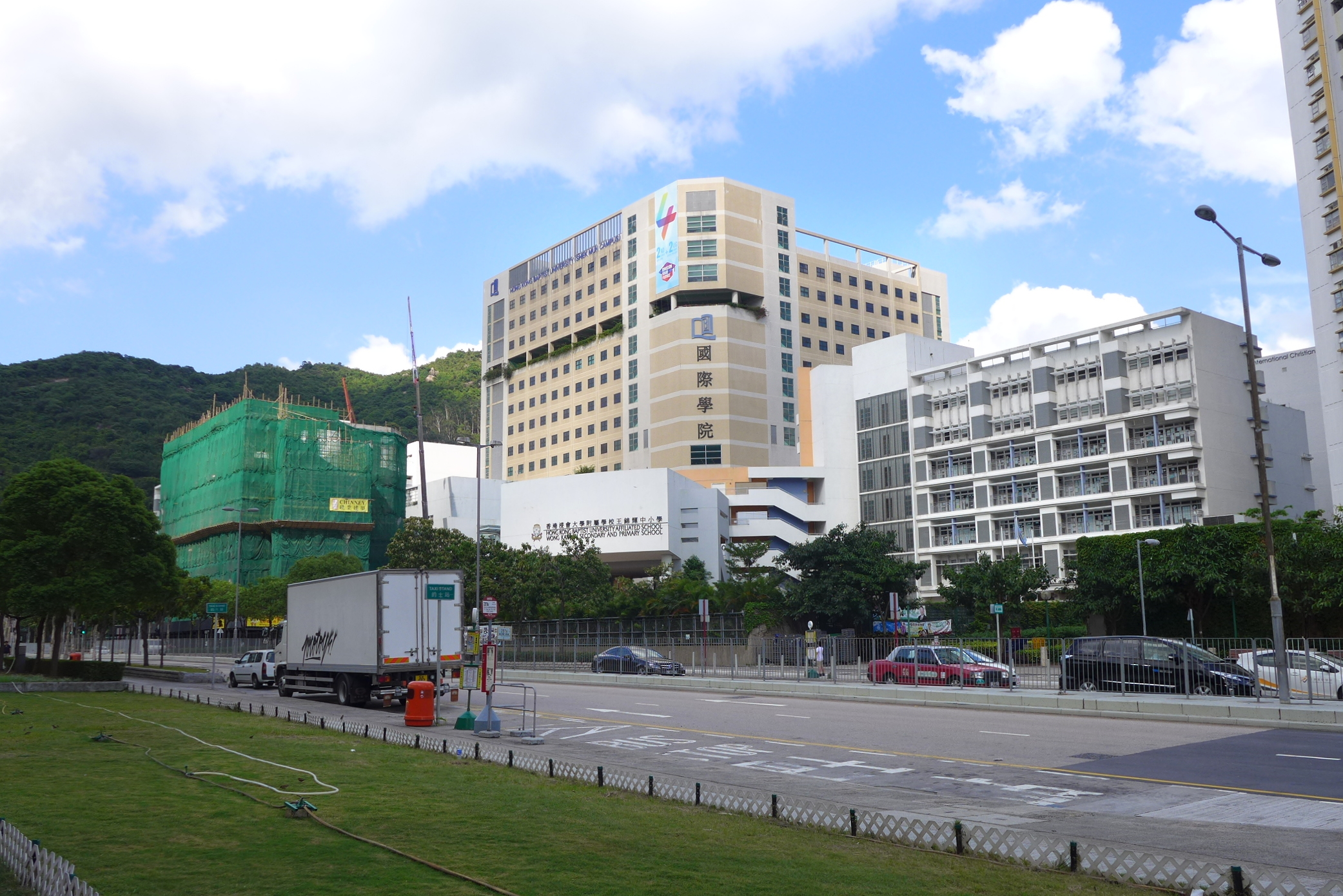
香港浸會大學國際學院及王錦輝中小學
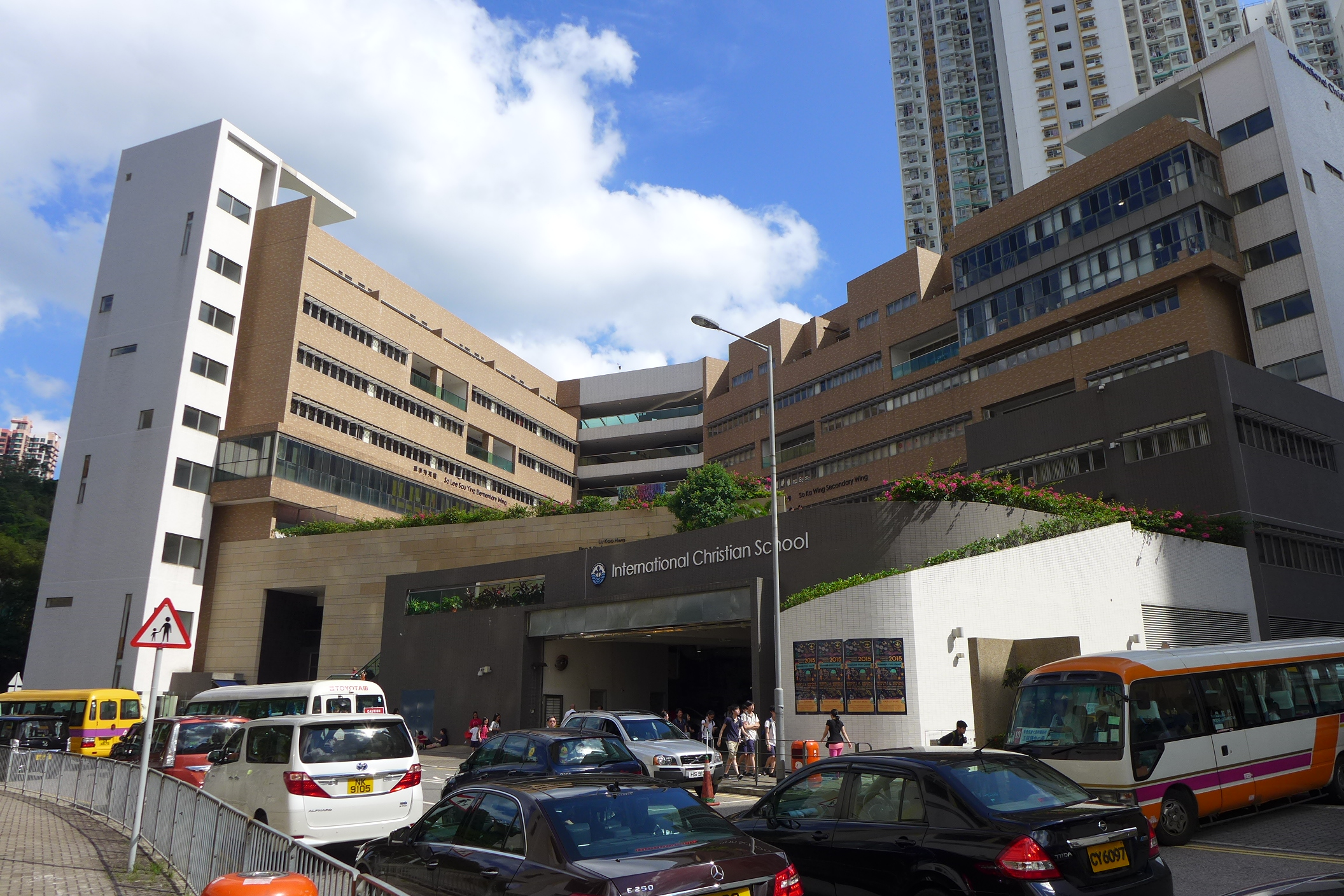
基督教國際學校
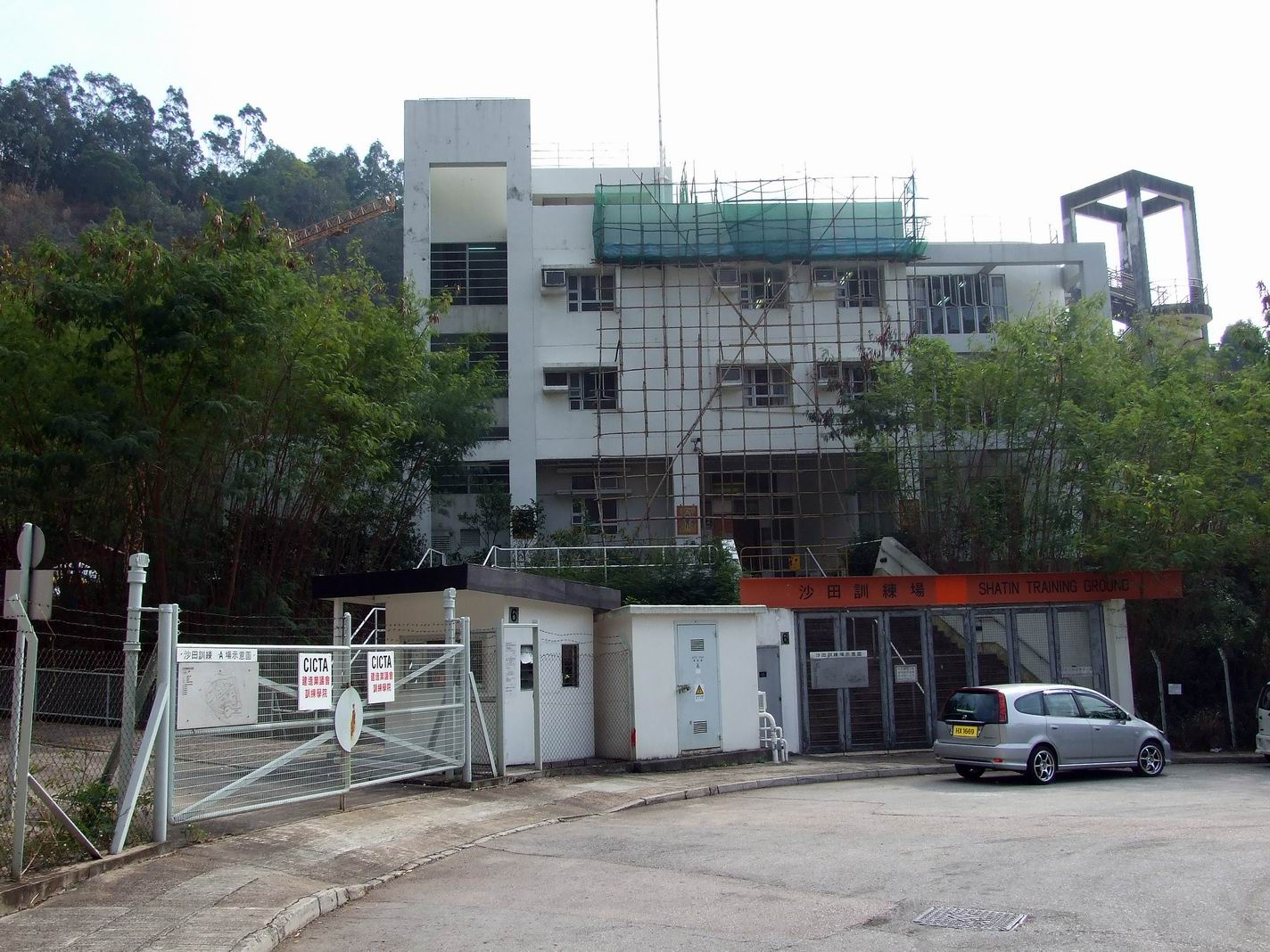
沙田建造業訓練中心
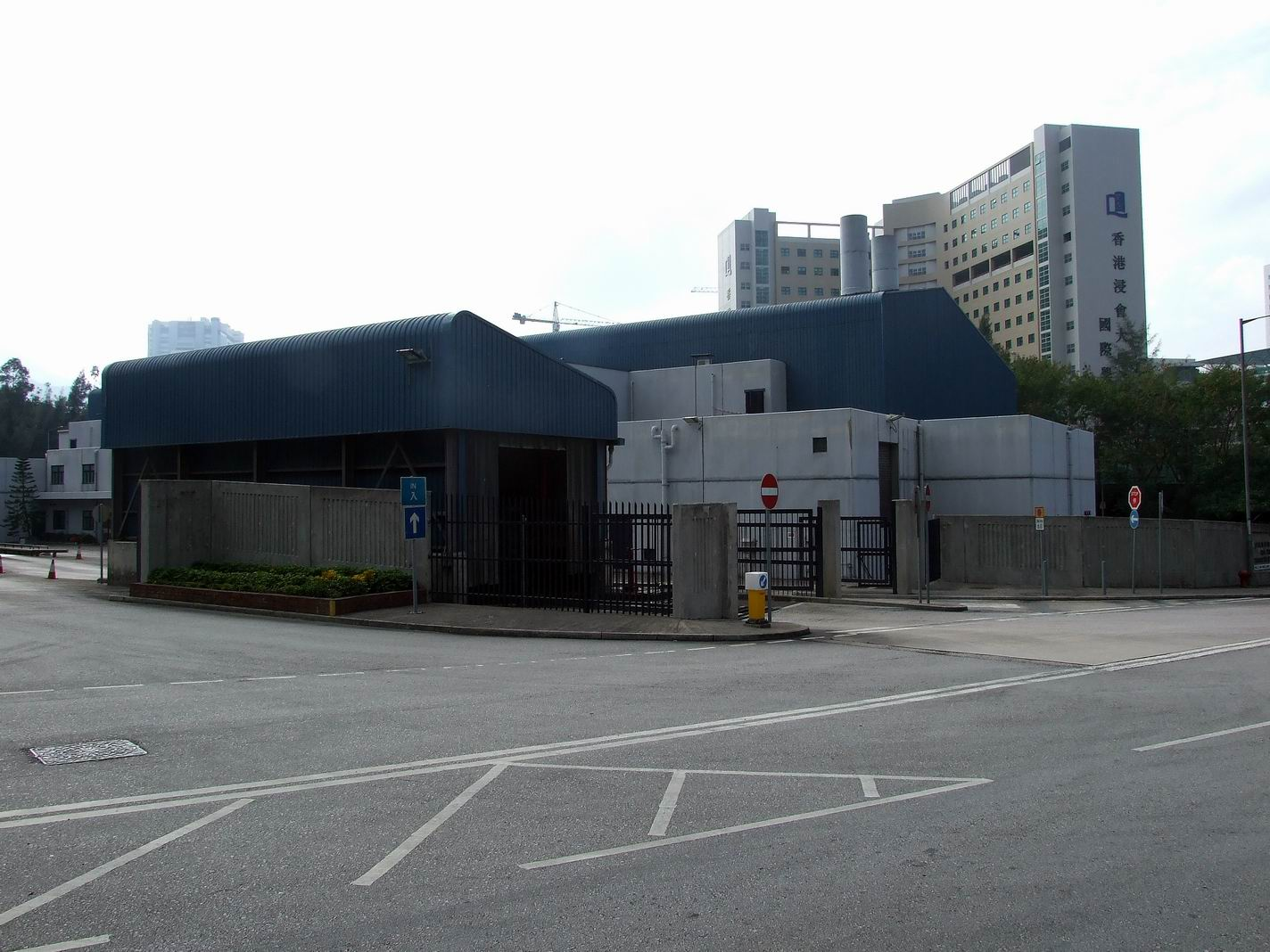
沙田廢物轉運站
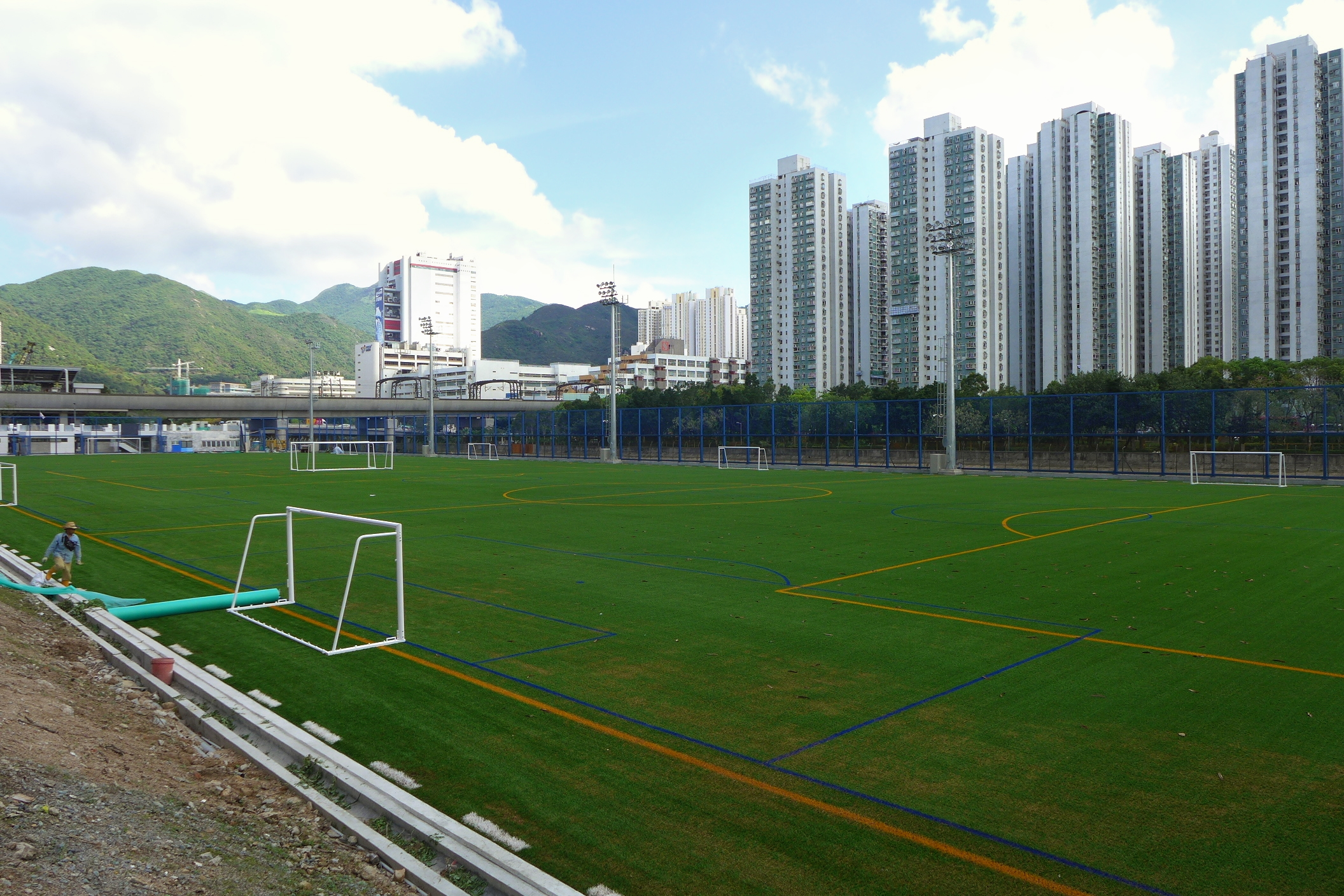
賽馬會傑志中心
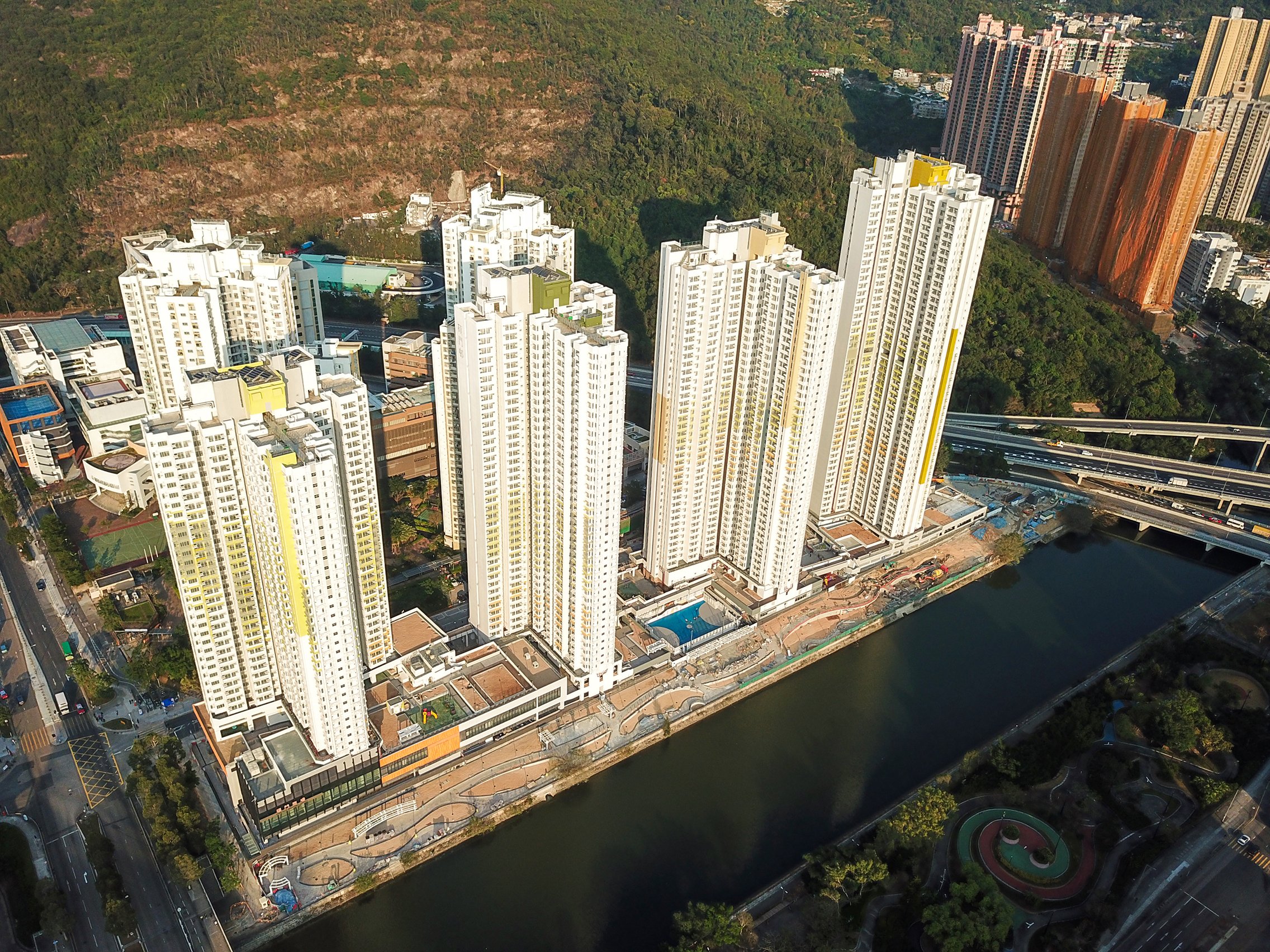
碩門邨
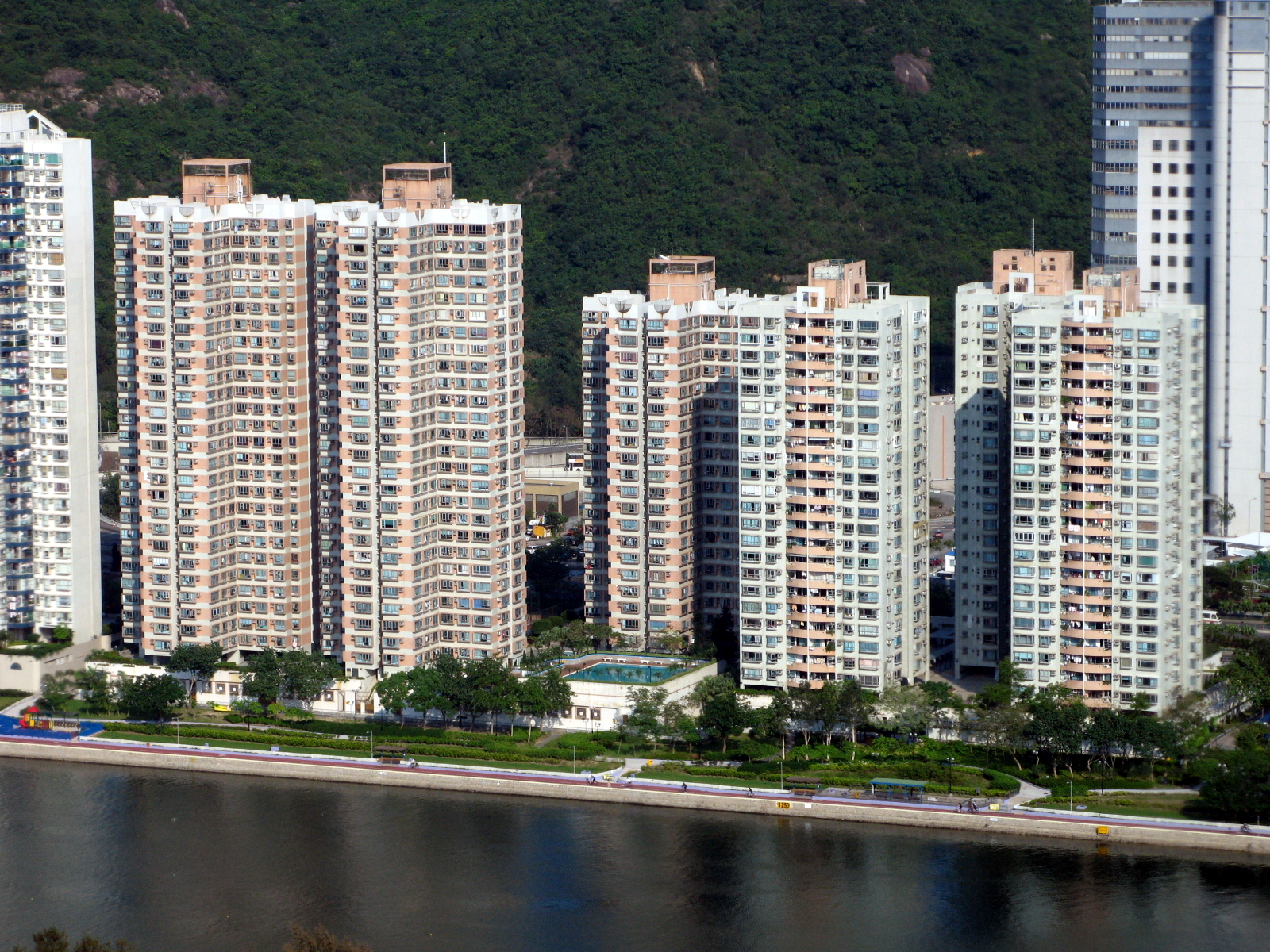
翠湖花園
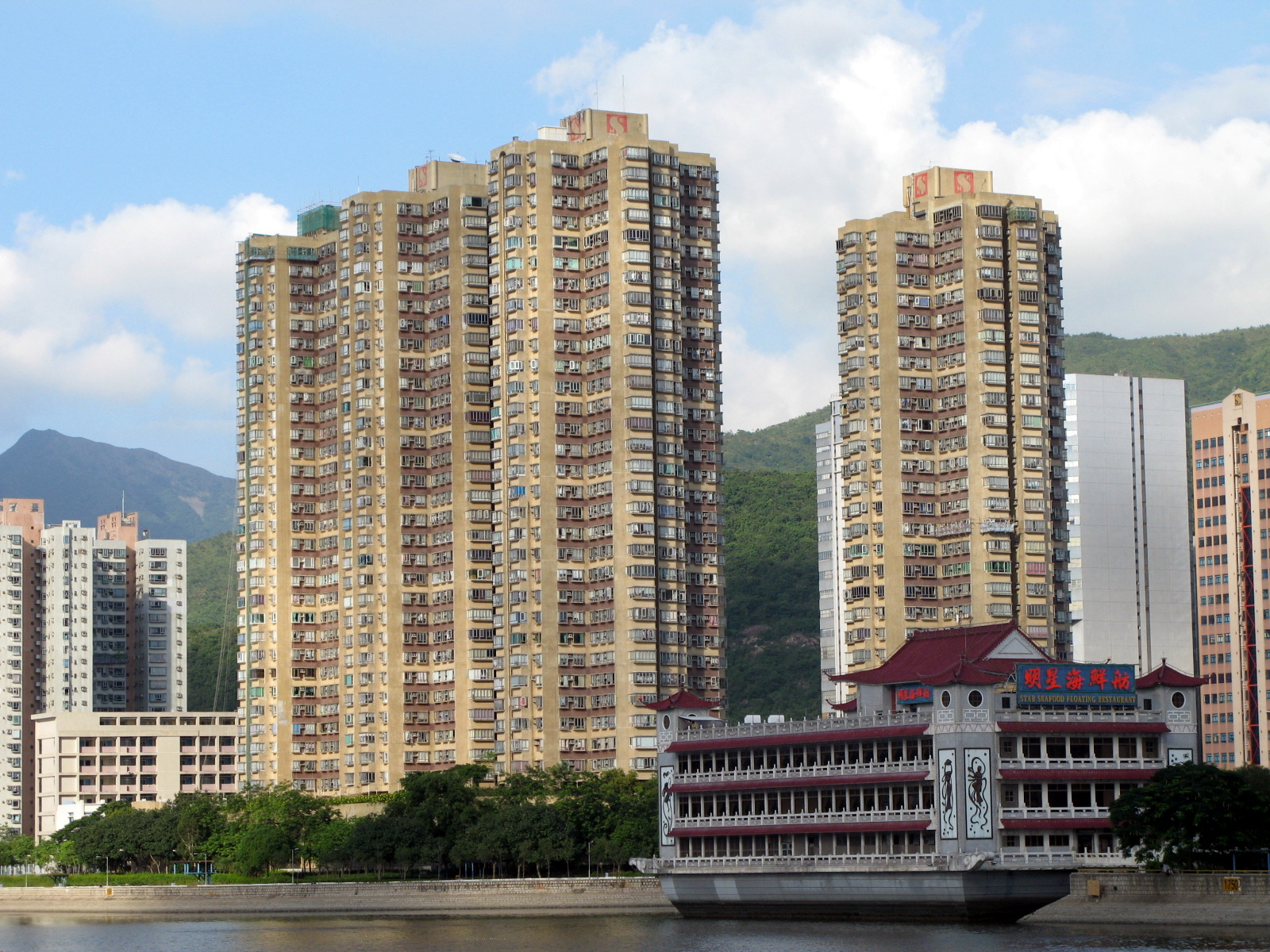
濱景花園
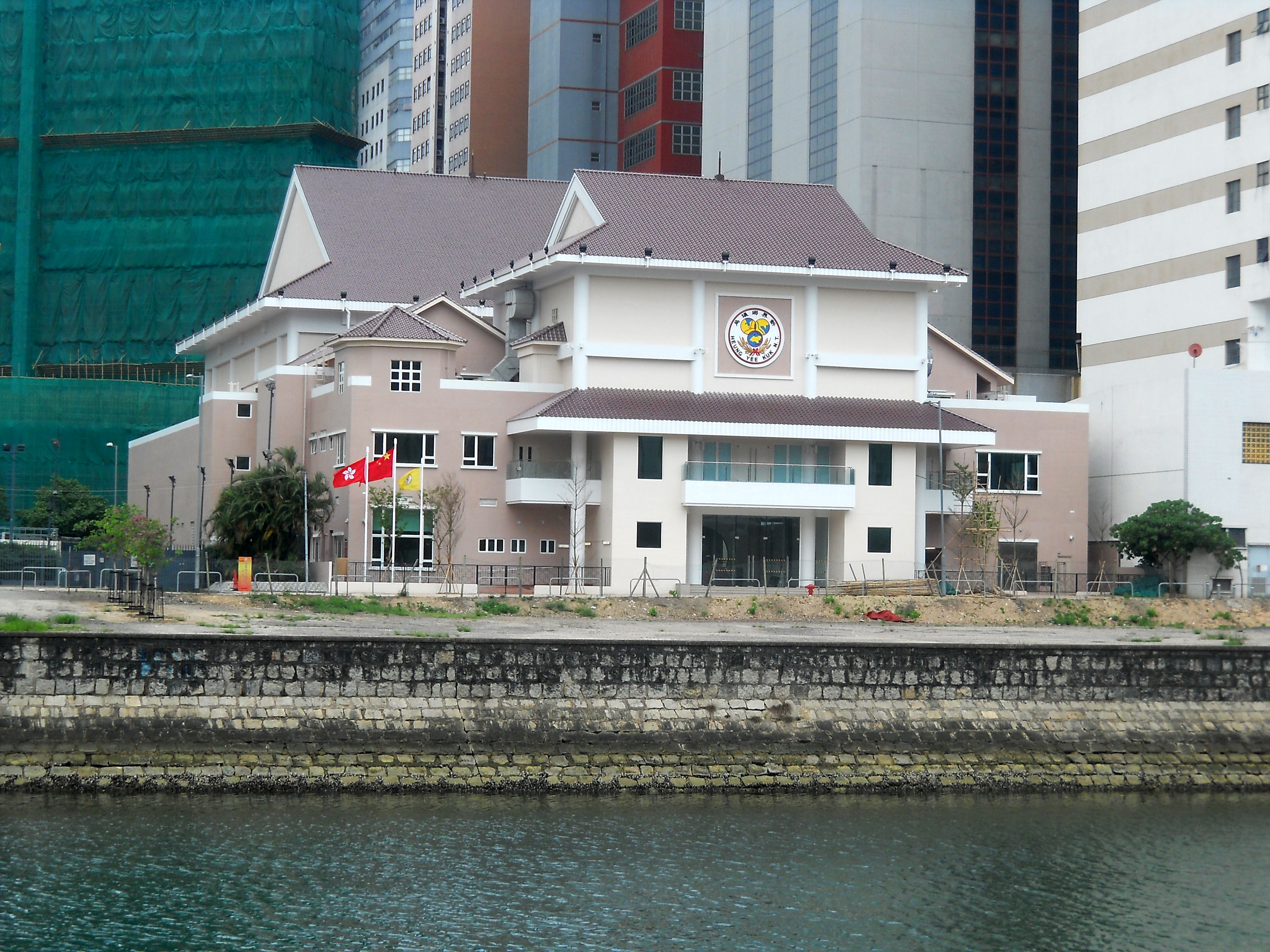
新界鄉議局大樓

## 區議會議席分佈
為方便比較，以下列表主要以小瀝源渠、城門河及大老山公路以南為範圍。
| 年度/範圍                                       | 2000-2003 | 2004-2007 | 2008-2011 | 2012-2015 | 2016-2019 | 2020-2023 | 2024-2027  |
| ----------------------------------------------- | --------- | --------- | --------- | --------- | --------- | --------- | ---------- |
| 碧濤花園、翠湖花園及濱景花園                    | 碧湖選區  | 碧湖選區  | 碧湖選區  | 碧湖選區  | 碧湖選區  | 碧湖選區  | 沙田東選區 |
| 碩門邨第一期 （健碩樓及美碩樓）                 | 尚未落成  | 尚未落成  | 碧湖選區  | 碧湖選區  | 碧湖選區  | 碧湖選區  | 沙田東選區 |
| 碩門邨第二期 （豐碩樓、新碩樓、瑞碩樓及喜碩樓） | 尚未落成  | 尚未落成  | 尚未落成  | 尚未落成  | 碧湖選區  | 帝怡選區  | 沙田東選區 |